# Hoyo de Pinares (kommun i Spanien)
Hoyo de Pinares är en kommun i Spanien.   Den ligger i provinsen Provincia de Ávila och regionen Kastilien och Leon, i den centrala delen av landet, 60 km väster om huvudstaden Madrid. Antalet invånare är 2 449.